# Estadio Stari Plac
El Estadio Stari Plac (en croata: Stadion Stari Plac) es un estadio de usos múltiples en Split, Croacia, que solía ser utilizado principalmente para el fútbol. En abril de 2010 el equipo de Croacia de rugby jugó un partido en el estadio contra Holanda en el torneo de la Copa Europea de Naciones 2008-10.
La zona del estadio fue construido en lo que era originalmente una fábrica de gas y también fue utilizado como campo de entrenamiento militar por parte del ejército.  Fue utilizado inicialmente como el estadio del Hajduk, aunque fue un lugar fundamental en los primeros años no fue hasta 1926 que la primera estructura fue construida.